# Expedição 8
Expedição 8 foi a oitava expedição à Estação Espacial Internacional, realizada entre outubro de 2003 e abril de 2004. Enviada à estação na espaçonave russa Soyuz TMA-3, foi lançada do Cosmódromo de Baikonur na manhã de 18 de outubro de 2003, com três astronautas a bordo.

## Tripulação
| Posição           | Tripulante      |                 |
| ----------------- | --------------- | --------------- |
| Comandante        | / Michael Foale | / Michael Foale |
| Engenheiro de voo | Alexandr Kaleri | Alexandr Kaleri |

## Parâmetros da Missão
- Massa: 187,016 kg
- Perigeu: 384 km
- Apogeu: 396 km
- Inclinação: 51.6°
- Período: 92 min
- Acoplagem: 20 de outubro de 2003, 07:15 UTC
- Desacoplagem: 29 de abril de 2004, 20:52 UTC
- Duração: 192 d 13 h 36 min

## Missão
A missão foi iniciada com o lançamento da Soyuz TMA-3 em Baikonur, em 18 de outubro, levando a bordo o cosmonauta Kareli e os astronautas Foale, comandante da expedição, e Pedro Duque, da Espanha, este para uma estadia de apenas uma semana na ISS, escalado para fazer experiências para a ESA, a Agência Espacial Europeia. No momento da acoplagem com a estação espacial, as duas espaçonaves encontravam-se sobre a Rússia.
Em seus seis meses de estadia, a tripulação dupla dedicou-se principalmente a trabalhos de manutenção e de operações-padrão na estação. A Expedição 8 realizou as primeiras Atividades extra-veiculares em dupla, a primeira vez em que a estação ficou sem nenhum astronauta dentro dela. A AEV teve início a partir do módulo Pirs e os tripulantes usaram os trajes espaciais russos Orlan para realizá-las, levando um total de 3 h 55 m na tarefa. Nela foram feitas trocas de amostras de materiais depositados no lado externo, para estudo  da radiação recebida por estes materiais, durante longo tempo de exposição no vácuo.
Entre novas pesquisas científicas feitos pela expedição, as principais delas foram o uso do sistema de apoio a operações de células biotecnológicas, que permitiu observar o crescimento de tecido humano no espaço e o comportamento de células de genes na microgravidade, além de estudos de física e química e sua aplicação em processos de manufaturamento de materiais.
A missão foi concluída em 30 de abril de 2004, com o pouso da tripulação - que retornou na mesma Soyuz TMA-3 trazendo com ela o astronauta neerlandês Andre Kuipers - nas estepes do Cazaquistão, próximo à cidade de Arkalyk.

## Galeria

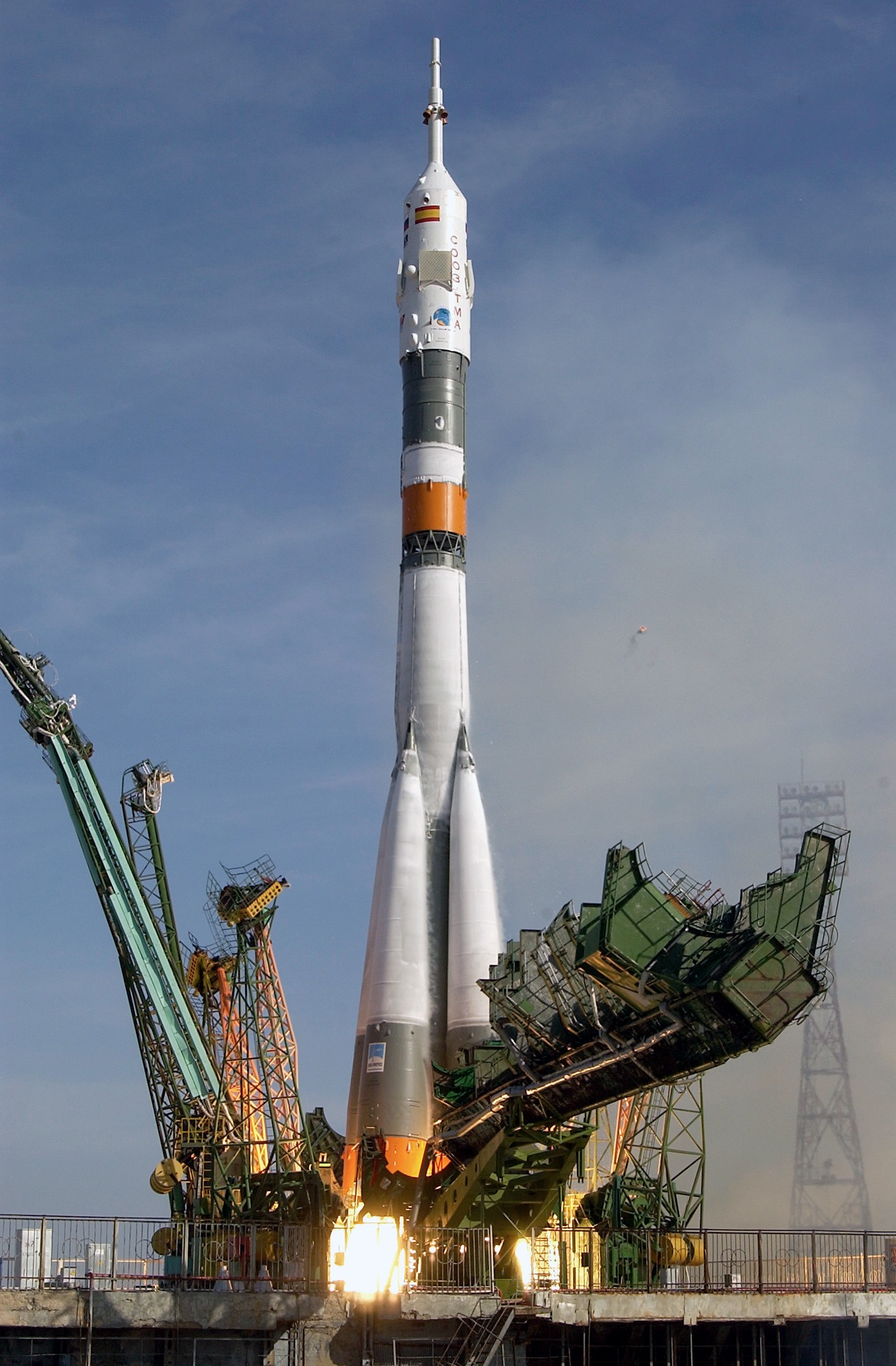
A Soyuz TMA-3 sendo lançada de Baikonur.
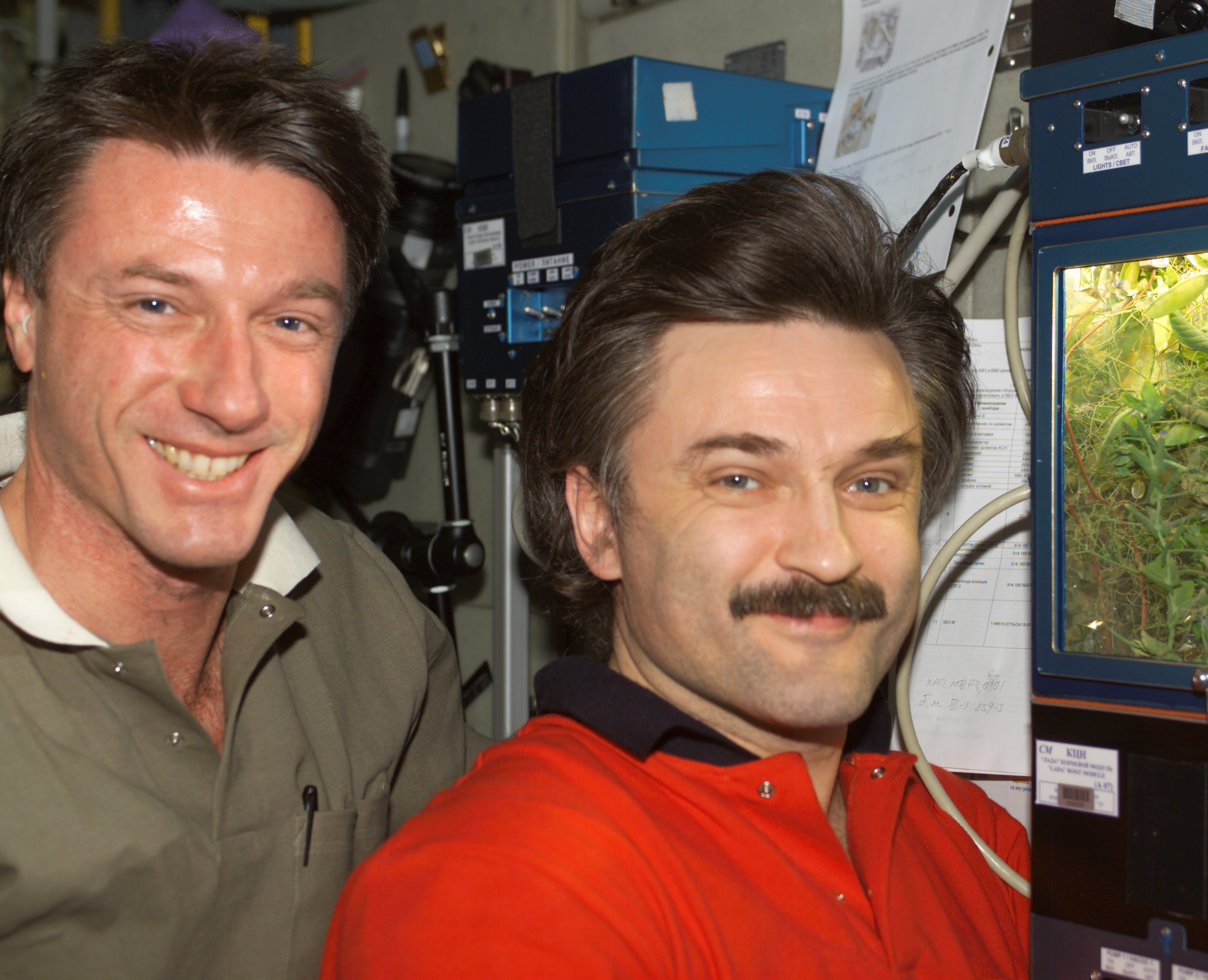
Foale e Kaleri ao lado da estufa de crescimento de sementes de ervilha na ISS.
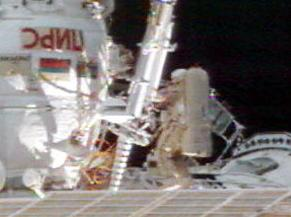
Foale durante a caminhada espacial da Expedição 8.
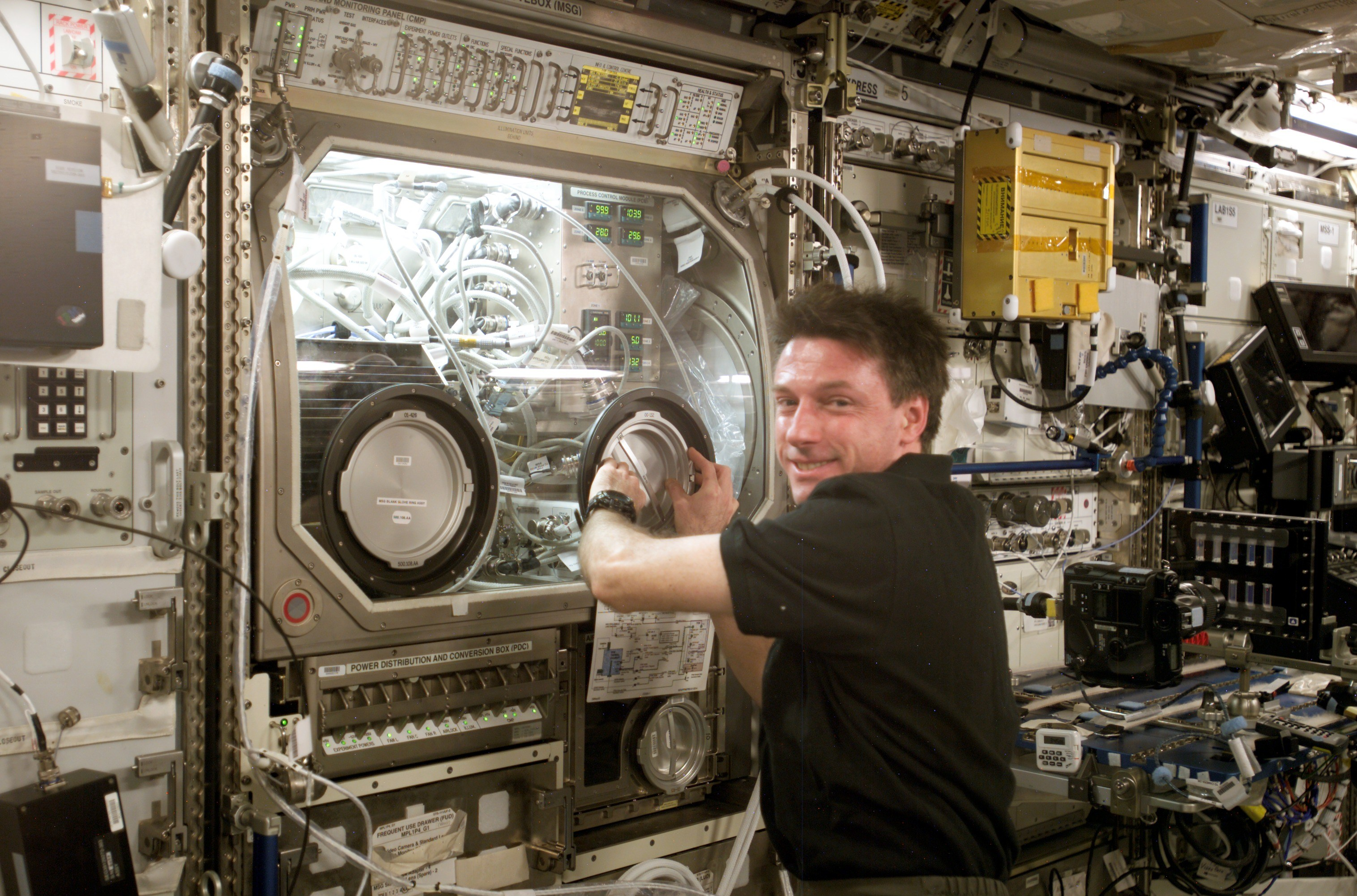
Michael Foale fazendo experiências no módulo Destiny.
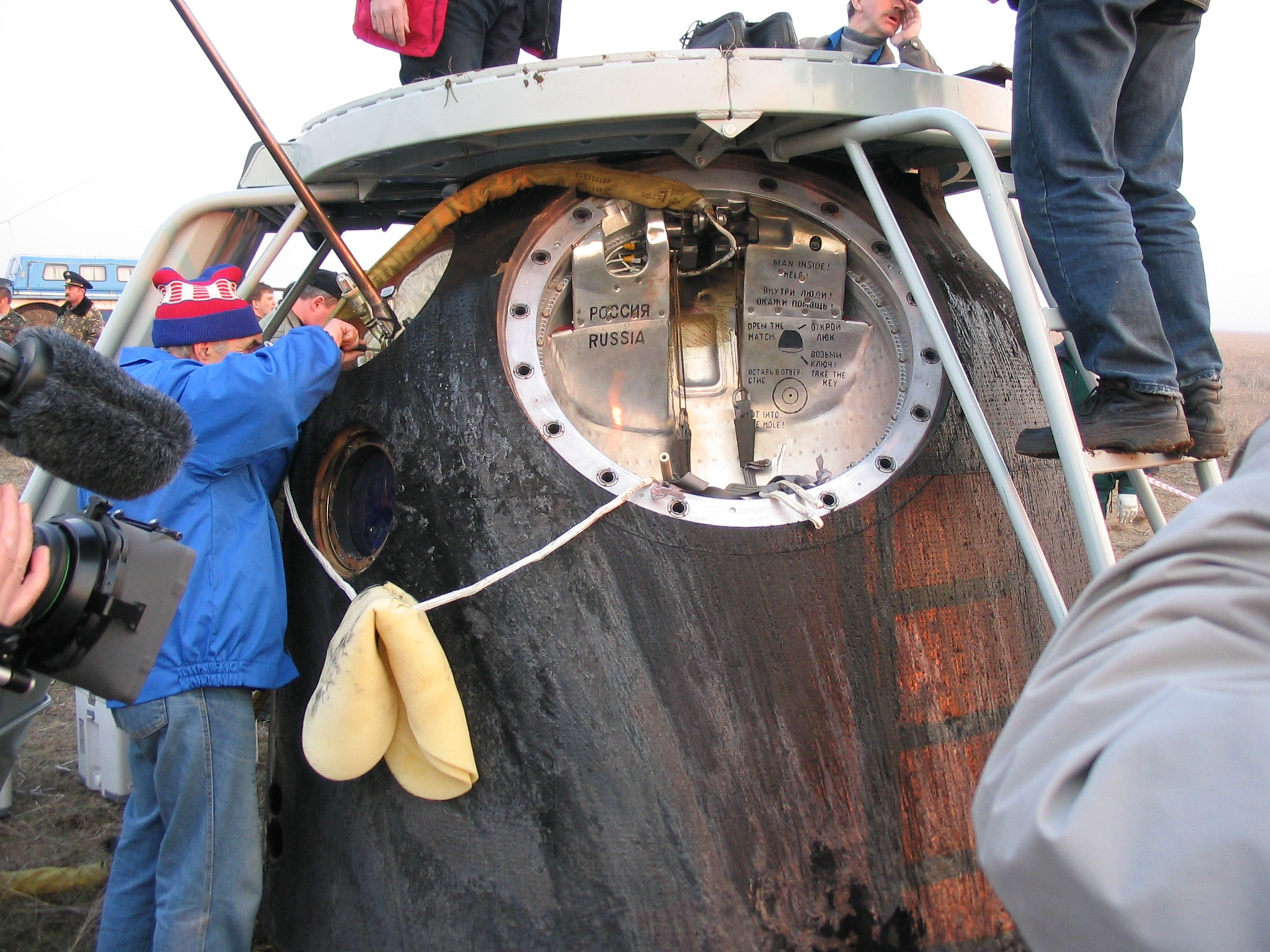
A Soyuz TMA-3 com a face externa queimada pela reentrada, após sua aterrissagem no Cazaquistão.